# Jainaba Bah Sambou
Jainaba Bah Sambou, auch Jainaba Bah-Sambou (geb. am 15. Juli 1970 in Kanifing Municipal-Old Jeshwang) ist eine gambische Juristin.
Sie studierte an der Obafemi Awolowo University in Nigeria und schloss mit einem Bachelor of Laws ab.
Bah Sambou erhielt im Juli 2002 ihre Zulassung als Anwältin in Gambia und arbeitete für das gambische Justizministerium als Staatsanwältin. Um 2009 war sie Direktorin der gambischen Wettbewerbsbehörde Gambia Competition Commission (GCC). Ab März 2010 war sie Solicitor General, wurde jedoch bereits Ende Juni 2010 wieder abgelöst. Ihr Nachfolger war Pa Harry Jammeh.
Bah Sambou arbeitete als Beraterin für das International Institute for Democracy and Electoral Assistance (IDEA) und unterstützt das ACE Electoral Knowledge Network, das zu politischen Wahlen informiert und berät. Sie war außerdem Rechtsberaterin für den National Women’s Council.
Seit 2010 arbeitet sie als Anwältin. Sie ist mit Harry Sambou, dem ehemaligen Leiter des Nachrichtendienstes National Intelligence Agency (NIA) verheiratet und hat einen Sohn und eine Tochter.